# Jaroslav Hájek
  Jaroslav Hájek    (Poděbrady, 4 de febrer de 1926 - Praga, 10 de juny de 1974) va ser un matemàtic i estadístic txecoslovac.

## Vida i obra
Hájek va néixer en una ciutat balneari a uns seixanta quilòmetres a l'est de Praga. Va fer els estudis secundaris en un institut de Praga, però els va veure interromputs per la Segona Guerra Mundial. El 1945 va reprendre els estudis a la universitat tècnica de Praga en la qual va rebre el títol d'enginyer estadístic el 1949. El 1947 ja havia començat a impartir classes a la universitat, però a partir de 1949 va haver de fer dos anys de servei militar. El 1951 va començar treballs de recerca a l'Institut de Matemàtiques de l'Acadèmia Txecoslovaca de Ciències per obtenir el doctorat que li va ser conferit el 1954. Des d'aleshores va treballar a l'Acadèmia, fins que el 1964 va ser nomenat professor de la universitat Carolina de Praga.
Els nomenaments com professor visitant a la universitat de Berkeley (1965-1966) i a la universitat estatal de Florida (1969-1970) el van posar en contacte amb els estadístics occidentals. El 1973, poc abans de morir d'una malaltia renal (un trasplantament no reeixit), va rebre el Premi de l'Estat de Txecoslovàquia.
Hájek va fer notables aportacions a l'anàlisi assimptòtic de les mostres, entre les quals destaca, en concret, el teorema de convolució, o teorema de Hájek-Le Cam (establert conjuntament amb Lucien Le Cam.